# Jacksonville (New Jersey)
Jacksonville ist eine nicht eingemeindeter Ort in Springfield Township im Burlington County, New Jersey, USA. Das Gebiet liegt an einer schrägen Kreuzung der County Routes 628 und 670 und besteht aus Ackerland, Häusern und den Überresten des Animal Kingdom Zoo, eines kleinen Zoos, der seit 2012 wegen tödlicher Brände und zahlreicher Tierschutzverstöße geschlossen ist.